# Samuel Kirkland
Pour les articles homonymes, voir Kirkland.
Samuel Kirkland (né le 1er décembre 1741 à Norwich et mort le 28 février 1808) est un ministre presbytérien et missionnaire parmi les peuples Onneiouts et Tuscaroras de l'actuel État de New York.
Étudiant en langues iroquoiennes, Kirkland vit de nombreuses années avec les tribus iroquoises. Il participe à la négociation d'achats de terres que l'État de New York effectue auprès des Iroquois après la guerre d'indépendance des États-Unis.
La ville de Kirkland est nommée d'après lui.